# 테레바카산

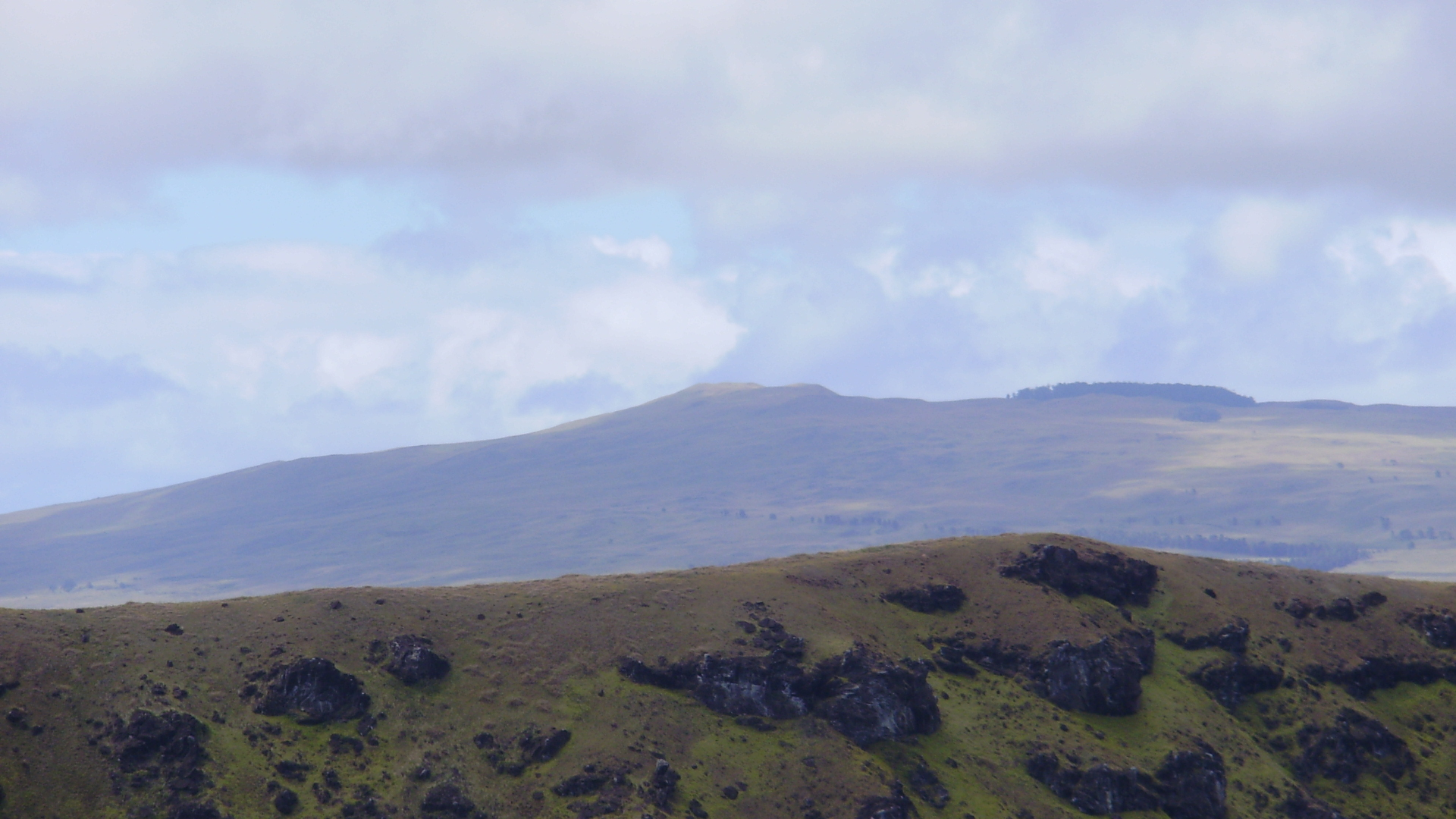

테레바카산(Terevaka)은 칠레의 이스터 섬에 있는 이스터 섬의 최고봉인 화산으로, 해발 507m이다. 이 화산은 이스터 섬에서 가장 어린 화산이다. 그렇지만 칠레의 이스터 섬에서는 최대/최고의 화산이다. 사화산으로, 화구는 없다. 정상에 올라서면 라노 카우 산이 보이는데, 화구는 보이지 않는다. 그렇지만 이스터 섬 전체가 다 보인다고 하니 전망은 좋다.

## 같이 보기
- 지형 고립